# راسل لی، نیو ساوت ولز
راسل لی (به انگلیسی: Russell Lea) یک منطقهٔ مسکونی در استرالیا است که در نیو ساوت ولز واقع شده‌است.